# Колібрі-сапфір золотохвостий
Колі́брі-сапфі́р золотохвостий (Chrysuronia oenone) — вид серпокрильцеподібних птахів родини колібрієвих (Trochilidae). Мешкає в Південній Америці.

## Опис

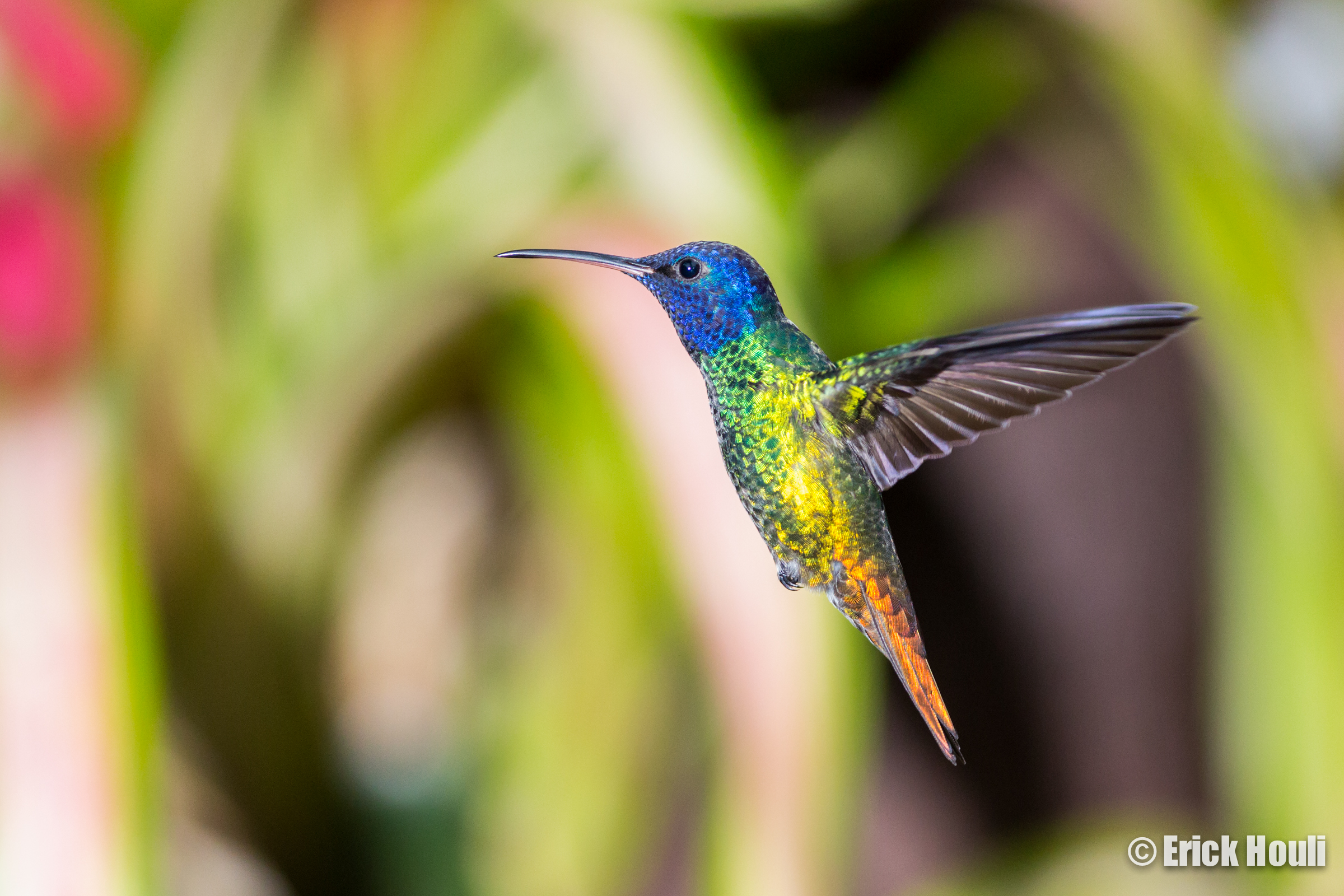
Самець золотохвостого колібрі-сапфіра

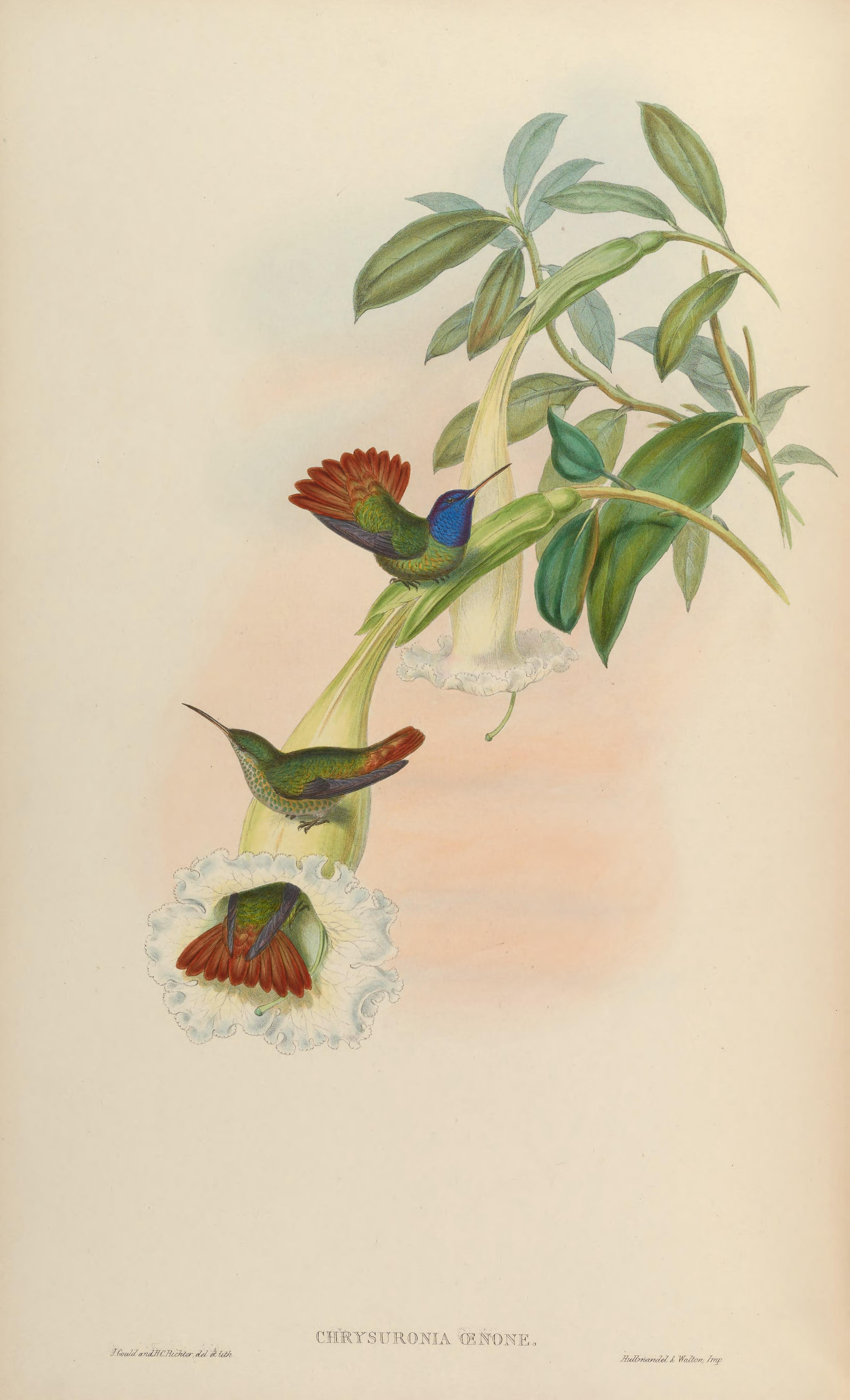
Золотохвості колібрі-сапфіри

Довжина птаха становить 9,5-10 см, самці важать 4,7-6,3 г, самиці 4,3-5,3 г. У самців номінативного підвиду голова і горло фіолетово-сині, блискучі, спина яскраво-зелена, нижня частина спини бронзово-зелена, надхвістя мідно-червоне, хвіст дещо роздвоєний, мідно-бронзовий. Груди зелені, блискучі, живіт бронзово-зелений, нижні покривні пера хвоста бронзові з білуватими краями. Дзьоб дещо вигнутий, зверху чорний, знизу червоний з чорним кінчиком, довжиною 20 мм.
У самиць тім'я синє, спина зелена, верхні покривні пера хвоста і хвіст мідно-бронзовий. Крайні стернові пера сірі, плямисті. Нижня частина тіла переважно білувата, горло і шия з боків поцятковані синьо-зеленими плямами, груди з боків і боки поцятковані зеленими плямами, нижня частина боків бронзово-зелені, нижні покривні пера хвоста бронзові. У молодих самців голова і горло менш сині, ніж у дорослих самців, тім'я тьмяно-зелене. горло темно-сіре, груди тьмяно-зелені. У молодих самиць плямки на горлі більш тьмяні, бронзові, ніж у дорослих самиць. У самців підвиду C. o. josephinae горло переважно зелене, надхвістя зелене, що контрастує з мідними покривними перами хвоста.

## Підвиди
Виділяють два підвиди:
- C. o. oenone (Lesson, RP, 1832) — від північної і західної Венесуели і східної Колумбії (зокрема, гори Сьєрра-де-Періха) до східного Еквадору, північного-східного Перу і західної Бразилії, острів Тринідад;
- C. o. josephinae (Bourcier & Mulsant, 1848) — схід Перу і північ Болівії.

## Поширення і екологія
Золотохвості колібрі-сапфіри мешкають у Венесуелі, Колумбії, Еквадорі, Перу, Болівії, Бразилії та на Тринідаді і Тобаго. Вони живуть у напіввідкритих ландшафтах, зокрема на узліссях вологих тропічних лісів, на галявинах, в галерейних лісах, на тінистих плантаціях кави і какао та в садах. В Колумбії і Венесуелі птахи зустрічаються на висоті до 1500 м над рівнем моря, в Еквадорі на висоті від 400 до 1200 м над рівнем моря.
Золотохвості колібрі-сапфіри живляться нектаром різноманітних квітучих чагарників (зокрема Aphelandra) і дерева (зокрема Erythrina і Inga). Самці шукають нектар в кронах дерев, іноді збираючись разом на великому квітучому дереві, а самиці переміщуються за певними маршрутами в пошуках квітів. Крім того, птахи живляться дрібними безхребетними, яких ловлять в польоті або збирають з рослинності. Сезон розмноження у золотохвостих колібрі-сапфірів на сході Колумбії триває з червня по листопад, в Бразилії з січня по квітень. Самці збираються на токовищах групами по 5-18 птахів, приваблюючи самиць співом. Гніздо невелике, чашоподібне, зовні покривається мохом. В кладці 2 яйця, інкубаційний період триває 14 днів, пташенята покидають гніздо через 28 днів після вилуплення.